# کارنی پارک (میسیسیپی)
کارنی پارک (به انگلیسی: Kearney Park) مکانی در ایالت میسیسیپی کشور ایالات متحده آمریکا است که جمعیت آن در سرشماری سال ۲۰۱۰ میلادی، ۱٬۰۵۴
نفر بوده‌است.